# Fuenllana
Fuenllana è un comune spagnolo di 261 abitanti situato nella comunità autonoma di Castiglia-La Mancia.